# 加藤信夫 (野球)
加藤 信夫（かとう のぶお、1917年4月2日 - 戦死）は愛知県出身のプロ野球選手。

## 来歴・人物
中京商業学校（現：中京大学附属中京高等学校）在学中、チームは甲子園に3回出場（1933年春、1933年夏、1934年春）したが、加藤自身は補欠だった。
中京商を卒業後、1936年に専修大学に入学。しかし、同年7月に佐々木政の斡旋により大阪タイガースに電撃入団（このため、専大を僅か半年で中退せざるを得なくなった）。この入団の裏には滝野通則（後にプロ野球審判員）が契約不履行を犯し（タイガースと契約し選手登録も済んだが、許可なく法政大学に進学した）、職業野球聯盟から除名処分（滝野が除名第一号選手でもある）を受けたため、阪神の内野陣が不足した事情があったと言われている。
入団後は小島利男の入団・台頭や藤村富美男のコンバート（投手から二塁手へ）があったことも影響して、出場機会にはほとんど恵まれなかった。選手としては18試合（捕手1試合、二塁手10試合、三塁手1試合）の出場にとどまった。一方で、裏方としてチームを支えた面もあり、1937年には青木正一と共に「打倒沢村」をモットーに打撃投手役を務めた。その練習法とは、通常の投球位置の1m手前から投げるという当時では斬新な物だった。練習の甲斐があって、タイガースはこの年のペナントを制した。
1938年1月に応召され、戦死（没年月日、死没場所は不明）した。東京ドーム敷地内にある鎮魂の碑に、彼の名前が刻まれている。

## 詳細情報

### 年度別打撃成績
| 年 度     | 球 団     | 試 合 | 打 席 | 打 数 | 得 点 | 安 打 | 二 塁 打 | 三 塁 打 | 本 塁 打 | 塁 打 | 打 点 | 盗 塁 | 盗 塁 死 | 犠 打 | 犠 飛 | 四 球 | 敬 遠 | 死 球 | 三 振 | 併 殺 打 | 打 率 | 出 塁 率 | 長 打 率 | O P S |
| --------- | --------- | ----- | ----- | ----- | ----- | ----- | -------- | -------- | -------- | ----- | ----- | ----- | -------- | ----- | ----- | ----- | ----- | ----- | ----- | -------- | ----- | -------- | -------- | ----- |
| 1936春    | 大阪      | 2     | 1     | 1     | 0     | 0     | 0        | 0        | 0        | 0     | 0     | 0     | --       | 0     | --    | 0     | --    | 0     | 0     | --       | .000  | .000     | .000     | .000  |
| 1936秋    | 大阪      | 6     | 2     | 2     | 1     | 0     | 0        | 0        | 0        | 0     | 2     | 0     | --       | 0     | --    | 0     | --    | 0     | 0     | --       | .000  | .000     | .000     | .000  |
| 1937春    | 大阪      | 6     | 4     | 3     | 1     | 1     | 0        | 0        | 0        | 1     | 0     | 0     | --       | 0     | --    | 1     | --    | 0     | 2     | --       | .333  | .500     | .333     | .833  |
| 1937秋    | 大阪      | 4     | 2     | 2     | 2     | 1     | 0        | 0        | 0        | 1     | 0     | 0     | --       | 0     | --    | 0     | --    | 0     | 0     | --       | .500  | .500     | .500     | 1.000 |
| 通算：2年 | 通算：2年 | 18    | 9     | 8     | 4     | 2     | 0        | 0        | 0        | 2     | 2     | 0     | --       | 0     | --    | 1     | --    | 0     | 2     | --       | .250  | .333     | .250     | .583  |

### 背番号
- 20 （1936年 - 1937年）[2]